# Pan-Fin
Pan-Fin è stata un'azienda italiana di produzione di abbigliamento classico e casual per uomo e donna, facente parte, dagli anni settanta, del gruppo di maglieria "Di Bari". Ha cessato ogni attività alla fine di tale decennio. Il suo logo era costituito dal nome della ditta incorniciato da un'elaborazione classicheggiante.

## Storia
L'azienda è stata fondata negli anni sessanta come maglieria, inizialmente a Firenze, nella zona de La Casella a Firenze Sud, prendendo le mosse da un negozio di sartoria ed abiti confezionati già esistente - in città - dal dopoguerra.

### Lo sviluppo e la nascita del gruppo
Inizialmente pensata come fornitrice di capi da produrre quale terzista per altri marchi e per i negozi di Firenze che, all'epoca, ancora vendevano con proprio brand, alla fine degli anni sessanta si pensò di iniziare anche una produzione di abiti a proprio nome. A tal fine vennero aperti dei nuovi stabilimenti anche fuori Firenze, in via Vittorio Veneto  a Dicomano (Firenze), luogo dove fu successivamente trasferita l'intera linea di produzione. Con la creazione del gruppo "Di Bari" sempre in Viale Vittorio Veneto, poco tempo dopo, sarebbe stata inaugurata anche una seconda azienda, società in accomandita semplice, denominata Don-Fin.

### Gli anni settanta
Negli anni sessanta, già per le sedi di Firenze, l'azienda era stata - assieme a realtà industriali dell'epoca quali Stice, Moranduzzo, Superpila, Officine Galileo,  Billi e Banci - fra le prime a creare zone e spazi per il welfare dei dipendenti e familiari (quale il doposcuola per i figli degli operai).
L'azienda si caratterizzò, con l'alba degli anni settanta, per un'attività promozionale piuttosto aggressiva, sia come propaganda della propria realtà industriale (su riviste quali Epoca) che come pubblicità (su diverse riviste soprattutto per giovani, quali - all'inizio del decennio - Playboy Italia e Vogue Italia) . Fu sviluppato l'utilizzo di diversi sottomarchi (linee di prodotto) pensati per diversificare i target di riferimento. Nel 1973 venne lanciato - ad esempio - il marchio "Dona" per le confezioni femminili e, contestualmente, quello "Country" per gli abiti maschili; all'epoca, peraltro, la stessa Pan-Fin era divenuta una controllata della Don-Fin.  Nel 1974 le promozioni si riferivano ad abbigliamenti pensati e diversificati per l'occasione. Esistevano collezioni per il "the delle cinque" e per l'"aperitivo delle venti."

## La crisi del gruppo
Ciononostante, l'esistenza del gruppo volse al termine nel giro di un decennio; la congiuntura commerciale e finanziaria del 1973-74 portò l'azienda - che era arrivata a contare 280 fra ruoli dirigenziali, impiegatizi e tecnici-operai - ma che non si era specializzata né come marchio del pret a porter né poteva ambire a divenire una maison di lusso, a non poter competere, come brand, con gli altri player del settore. D'altro canto, anche come mero terzista, dopo anni di allontanamento dai maggiori clienti, il gruppo non sarebbe stato in grado di fronteggiare realtà maggiormente strutturate. Così, attraverso una serie di vertenze sindacali, la crisi del gruppo madre «Di Bari», innescatasi ufficialmente dal febbraio del 1975, coinvolse progressivamente tutte le aziende e le relative fabbriche: la Don-Fin di Dicomano (con 70 operai), la Pan-Fin di Dicomano (120 dipendenti) e la sede Pan-Fin di Ponte a Greve (con oltre 120 dipendenti).
Alla Don-Fin dopo la ristrutturazione aziendale, dichiarata nel novembre del 1975, subentrò, per un breve lasso di tempo, un'azienda denominata Skip; realtà che chiuse definitivamente i battenti nel febbraio del 1976.

### La "Nuova Pan-Fin" e la chiusura
Parallelamente, la Pan-Fin approdò in breve tempo ad una identica condizione di ristrutturazione e riorganizzazione aziendale, sempre nel novembre del 1975. Ammessa all'amministrazione controllata e successivamente al concordato preventivo, sembrò trovare una soluzione industriale come fornitore, in una sorta di ritorno alle origini. Con la creazione della  «Nuova Pan-Fin» si pensò, utilizzando maestranze e macchinari della preesistente azienda, di proseguire in continuità un'attività di confezionamento, garantendo la produzione di pantaloni per un'azienda di Dicomano denominata Piandrati, dove sarebbero confluiti anche parte dei lavoratori della Skip, nel frattempo chiusa; la produzione che sarebbe dovuta partire fin dal marzo del 1977. Tale progetto però non si avviò mai, e la (Nuova) Pan-Fin entrò in una fase irreversibile di declino, che la portò alla definitiva chiusura.